# Ванчугов, Роман Анатольевич
Роман Анатольевич Ванчугов (род. 28 февраля 1972 года, Ленинград) — российский политик, депутат Государственной Думы Федерального Собрания Российской Федерации VI созыва.

## Биография
Родился 28 февраля 1972 в Ленинграде, на Васильевском острове, в семье военнослужащего. Отец – Ванчугов Анатолий Владимирович (1947), военный пенсионер, полковник в отставке. Мать – Ванчугова Марина Алиевна (1948 - 2007), преподаватель физкультуры в школе. Младшие братья – Ванчугов Максим Анатольевич (1975), Ванчугов Руслан Анатольевич(1983).
С 1974 по 1979 проживал в ГДР (Вюнсдорф), по месту службы отца в ГСВГ. В первый класс пошел в 1979 году в школу № 5 в военном городке Улан -Удэ 40 (Сосновый Бор). В 1983 году семья вернулась в Ленинград. Там же в 1989 году окончил школу № 33 Василеостровского района.
На профессиональном уровне занимался легкой атлетикой, имеет спортивные разряды в этом виде спорта.
Окончил Северо-Западную академию госслужбы (2008). До 2011 года вместе с братом Максимом был совладельцем банка «Фининвест». В настоящее время – предприниматель.

### Политическая деятельность
В 2008 году вступил в политическую партию «Справедливая Россия». 4 декабря 2011 года избран в Госдуму 6-го созыва от Ленинградской области и Республики Карелия по партийным спискам. Будучи лидером списка, привел к победе на выборах в Законодательные собрания Ленинградской области и Республики Карелия по спискам и в одномандатных округах наибольшее число однопартийцев (21 депутат), уступив только «Единой России».
В 2012 году избран председателем регионального отделения политической партии «Справедливая Россия» в Ленинградской области. В 2013 году возглавил региональную Палату депутатов «Справедливой России» в Ленинградской области. В 2016 году ушел со всех руководящих партийных постов.
В Государственной Думе 6-го созыва занимал пост заместителя главы комитета по финансовому рынку. В соавторстве с депутатами подготовил более 20 законопроектов, в основном в жилищной и банковской сферах, валютном регулировании и контроле, создании единого реестра банковских гарантий.
В октябре 2015 года депутат Оксана Дмитриева настаивала на лишении депутатской неприкосновенности Ванчугова.
В 2016 году подавал документы на участие в выборах в Государственную Думу 7-го созыва по Костромскому одномандатному избирательному округу №107, но не был зарегистрирован. Официально потому, что сборщиками его подписей оказались члены избирательных комиссий.
26 июня 2021 года на съезде политической партии «Справедливая Россия - За Правду» выдвинут на выборы в Государственную Думу 8-го созыва по региональному списку №29, включающему в себя три субъекта РФ - Пензенская область, Республика Мордовия, Тамбовская область.

## Награды
- Благодарственное письмо Президента Российской Федерации (март 2014)
- Благодарность Председателя Государственной Думы Федерального Собрания Российской Федерации (декабрь 2014)